# La Trinité-de-Réville
La Trinité-de-Réville è un comune francese di 254 abitanti situato nel dipartimento dell'Eure nella regione della Normandia.
Il suo territorio è bagnato dalle acque del fiume Charentonne.

## Società

### Evoluzione demografica
Abitanti censiti